# Hello Bitches
〈Hello Bitches〉는 대한민국의 가수 CL의 노래이다. 2015년 11월 21일 발매되었다. 노래의 작곡에는 테디와 장 밥티스트가 참여했고, 작사에는 CL을 비롯해 테디, 장 밥티스트, 대니 청이 참여했다.

## 배경
CL은 싸이의 미국 진출을 도왔던 프로듀서 스쿠터 브라운과 함께 1년 전부터 미국 진출을 준비하고 있었다. 완성된 앨범을 공개하기에 앞서 〈Hello Bitches〉를 사전 프로모션 곡으로 공개하기로 결정했다. 이 노래는 사운드클라우드를 통해 2015년 11월 21일 무료로 공개되었다. 무료로 공개한것에 대해 양현석은 "사실 CL은 아직 미국에서 아무 것도 이룬 게 없는 초짜 신인에 불과해요. 미국 시장에서 지명도가 거의 없기 때문에 앨범이 나오기 전에 프로모션을 진행할 생각이 들었고 바로 추진했다"고 말했다. 12월 6일에는 아이튠즈 스토어에서도 발매되었으며, 12월 5일에는 대한민국에서 발매되었다.

## 뮤직비디오
이번 곡에서 뮤직비디오 연출과 안무는 〈뱅뱅뱅 (BANG BANG BANG)〉, 〈RINGA LINGA〉의 안무를 담당했던 패리스 고블이 맡았다. 씨엘은 뮤직비디오를 위해 패리스 고블과 함께 콘셉트, 의상, 소품을 함께 의논했다. 패리스는 이번 비디오에 대해 "씨엘은 매우 용감한 사람이다. 이번 영상은 그녀가 어떤 사람인지에 초점을 둔 것이다. 그녀가 여러 방식으로 다양한 각도에서 비치기를 바랐다"고 말했다.

## 공연
〈Hello Bitches〉는 프로모션용으로 무료 배포한 곡이라 활동 할 계획이 없었지만, 시기상으로 잘 맞는 2015 Mnet 아시안 뮤직 어워드에 출연하기로 결정했다. 2015년 12월 2일 홍콩 아시아 월드 엑스포 아레나에서 열린 2015 Mnet 아시안 뮤직 어워드에서 〈Hello Bitches〉 무대를 처음으로 선보였다. 이 날 무대에서 뮤직비디오에 나왔던 안무팀을 그대로 섭외해 무대에 함께 올랐다. 같은 달 12일에는 홍콩 아시아 월드 엑스포에서 개최한 MDBP에 출연해 〈Doctor Pepper〉, 〈멘붕〉 등 기존의 곡들과 〈Hello Bitches〉를 선보였다.

## 차트
| 차트 (2015)                   | 최고 순위 |
| ----------------------------- | --------- |
| 대한민국 (가온 디지털 차트)   | 21        |
| 대한민국 (가온 다운로드 차트) | 18        |
| 대한민국 (가온 스트리밍 차트) | 24        |

## 발매일
| 국가     | 날짜             | 포맷        | 레이블          | 출처  |
| -------- | ---------------- | ----------- | --------------- | ----- |
| 세계     | 2015년 11월 21일 | 디지털 음원 | YG 엔터테인먼트 | [ 3 ] |
| 대한민국 | 2015년 12월 5일  | 디지털 음원 | KT 뮤직         | [ 3 ] |